# Попешть-Леордень
Попешть-Леордень, Попешті-Леордені (рум. Popești-Leordeni) — місто у повіті Ілфов в Румунії.
Місто розташоване на відстані 7 км на південний схід від Бухареста, 147 км на південь від Брашова.

## Населення
За даними перепису населення 2002 року у місті проживали 15 115 осіб.
Національний склад населення міста:
| Національність | Кількість осіб | Відсоток |
| -------------- | -------------- | -------- |
| румуни         | 14915          | 98,7%    |
| цигани         | 164            | 1,1%     |
| угорці         | 12             | 0,1%     |
| німці          | 6              | < 0,1%   |
| італійці       | 6              | < 0,1%   |
| болгари        | 5              | < 0,1%   |
| турки          | 2              | < 0,1%   |
| серби          | 1              | < 0,1%   |
| хорвати        | 1              | < 0,1%   |

Рідною мовою назвали:
| Мова       | Кількість осіб | Відсоток |
| ---------- | -------------- | -------- |
| румунська  | 15044          | 99,5%    |
| циганська  | 48             | 0,3%     |
| угорська   | 8              | 0,1%     |
| німецька   | 5              | < 0,1%   |
| італійська | 5              | < 0,1%   |
| турецька   | 2              | < 0,1%   |
| сербська   | 1              | < 0,1%   |

Склад населення міста за віросповіданням:
| Релігія                                       | Кількість осіб | Відсоток |
| --------------------------------------------- | -------------- | -------- |
| православні                                   | 9665           | 63,9%    |
| римо-католики                                 | 5308           | 35,1%    |
| адвентисти                                    | 30             | 0,2%     |
| п'ятдесятники                                 | 28             | 0,2%     |
| баптисти                                      | 15             | 0,1%     |
| лютерани (Синодально-пресвітеріанська церква) | 8              | 0,1%     |
| мусульмани                                    | 7              | < 0,1%   |
| греко-католики                                | 6              | < 0,1%   |
| бретрени                                      | 5              | < 0,1%   |
| не релігійні                                  | 4              | < 0,1%   |
| атеїсти                                       | 4              | < 0,1%   |
| реформати                                     | 3              | < 0,1%   |

## Зовнішні посилання
- Дані про місто Попешть-Леордень на сайті Ghidul Primăriilor